# Jim Henson
Jim Henson (Greenville, Mississippi, 1936. szeptember 24. – Manhattan, 1990. május 16.) háromszoros Primetime Emmy-díjas és hétszeres Daytime Emmy-díjas amerikai bábművész, animátor, rajzfilmes, színész, feltaláló, filmes és forgatókönyvíró. A Mississippi állambeli Greenville-ben született, és a Mississippi állambeli Lelandben, illetve a Maryland állambeli Hyattsville-ben nőtt fel. Leginkább a Szezám utca (Sesame Street) és a The Muppets nevű franchise készítőjeként ismert.

## Élete
1936. szeptember 24-én született Greenville-ben, James Maury Henson néven. Szülei Paul Ransom Henson (1904–1994) és Betty Marcella (1904–1972) voltak. Henson idősebb testvére, Paul Ransom Henson Jr. (1932–1956) 1956. április 15.-én autóbaleset következtében életét vesztette. Gyerekkora korai részét Lelandben töltötte, majd családjával a marylandi University Parkba költözött. Családja első tévéjének érkezését "a serdülőkora legnagyobb eseményének" nevezte. Nagy hatással volt rá Edgar Bergen rádiós hasbeszélő, illetve a "Kukla, Fran and Ollie" és a "Bil and Cora Baird" nevű televíziós bábsorozatok.
Henson 1954-ben kezdett dolgozni a WUSA-TV nevű amerikai televíziós csatornánál, miközben a hyattsville-i Northwestern High School tanulója volt. Itt kezdett el bábokat készíteni egy The Junior Morning Show című szombat reggeli gyerekműsor számára. Érettségi után a Maryland Egyetemre kezdett járni. Itt készítette el első, öt perces bábsorozatát, amely a "Sam & Friends" címet kapta. Ennek a sorozatnak a szereplői lettek a "Muppetek" előfutárai, illetve itt bukkant fel Breki, a béka (Kermit the Frog) korai verziója (prototípusa) is. Később Breki lett Jim Henson legismertebb karaktere.
A műsoron belül Henson elkezdett akkoriban újnak számító technikákkal kísérletezni, amelyek megváltoztatták a bábfilmek világát. Ezek a technikák közé tartozott az is, hogy a bábművész kamerán kívül tudjon dolgozni (ne látszódjon a személy a képernyőn). Henson úgy gondolta, hogy a televíziós báboknak "élet és érzékenység" kell, ezért  textillel befedett, rugalmas, gumiból készült bábokat hozott létre, melyekkel sokkal több érzelmet lehetett kifejezni. Abban az időben a bábok leginkább faragott fából készültek. Akkoriban egy játékbaba karjait zsinórral irányították, de Henson rudakat használt a Muppetek karjainak mozgatásához, ezzel nagyobb teret adva az érzelmek kifejezésének.
Amikor Henson elkezdett dolgozni a "Sam & Friends"-en, megkérte Jane Hensont, hogy segítsen neki. A műsor sikeres volt, de Henson elkezdett kételkedni abban, hogy bábokkal dolgozzon az érettségi után. Pár hónapot Európában töltött, ahol hatással voltak rá az európai bábművészek, akik művészetként tekintettek munkájukra. Mikor visszatért az Egyesült Államokba, elkezdett randevúzni Jane Hensonnal, akit aztán feleségül is vett.
Ezt követően reklámokban, egyéb gyerekeknek szóló projekteken és talk-show-kon dolgozott, miután visszatért a Muppetekhez. Álma az volt, hogy mindenkit szórakoztasson velük. A Sam & Friends népszerűsége miatt Henson több talk show-ban is feltűnt.
1958-ban alapította meg feleségével a The Jim Henson Companyt. A cég a mai napig Henson gyermekeinek kezében van.
1990. május 16-án hunyt el Manhattanben, 53 éves korában.

## További információ
- Jim Henson a PORT.hu-n (magyarul)
- Jim Henson az Internetes Szinkronadatbázisban (magyarul)
- Jim Henson az Internet Movie Database-ben (angolul)
- Jim Henson a Rotten Tomatoeson (angolul)